# Gai Mati Calvena
Gai Mati Calvena (en llatí Caius Matius Calvena), normalment conegut només com a Gai Mati, ja que el sobrenom Calvena li va venir per la seva calvície, va ser un cavaller romà amic íntim de Juli Cèsar.
Era un home amable i assenyat que posseïa una gran cultura, però es va dedicar a la literatura i no va prendre part a la guerra civil ni es va aprofitar de l'amistat de Cèsar per obtenir càrrecs polítics. A diferència d'altres que es deien amics de Cèsar, no va participar en la conspiració per assassinar-lo, i va quedar profundament afectat per la seva mort.
L'any 44 aC, després de la mort de Cèsar, va abraçar el partit d'Octavi de qui també es va fer amic íntim, i a petició d'ell, Gai Mati va presidir uns jocs que Octavi va organitzar al temple de Venus Genetrix en honor de les victòries de Cèsar. Era també amic de Ciceró amb qui va mantenir correspondència. La conducta de Mati va provocar la ira dels assassins de Cèsar. En una carta a Ciceró justifica la seva conducta, manifesta el seu afecte per Cèsar i lamenta la seva pèrdua. També era amic de Gai Trebaci i es conserva una carta de Ciceró a Trebaci de l'any 52 aC, en què Ciceró el felicita per haver fet amistat amb Gai Mati, a qui anomena suavissimus doctissimusque homo (un home molt agradable i docte). Quan Ciceró va tornar a Itàlia després de la batalla de Farsàlia, temia la rebuda que Cèsar li pogués fer, i Gai Mati el va anar a esperar a Brundisium, va fer tot el possible per consolar-lo i li va prometre de fer servir la seva influència davant Cèsar per a obtenir el seu perdó.
Suetoni menciona l'amistat de Mati amb Cèsar i Plini la seva bona relació amb Octavi. Tàcit també al·ludeix al poder i la influència que tenia Gai Mati.
Probablement és el C. Matius (no Cn. Matius, com l'anomena Aule Gel·li) que va traduir a vers llatí la Ilíada, segons diu Marc Terenci Varró, que ho explica per primera vegada. Mati va escriure també Mimiambs, tan famós com la seva traducció de la Ilíada, i on va ser admirat per la introducció de nous mots. Va prestar també atenció a l'agricultura i a l'economia, i va escriure una obra sobre l'art i la ciència de la cuina en tres llibres, que portaven els títols de Cocus (cuiner), Cetarius (pescater) i Salgamarius (conserver). Probablement d'aquest Mati deriva el nom d'una varietat de maçana o poma coneguda com a mālum matianum. Més endavant, quan en el llatí vulgar es van començar a confondre la ā (a llarga) i la ă (a breu), el nom de 'matiana' va passar a designar qualsevol maçana o poma, car mālum (maçana, poma) sonava igual que mălum (dolent, mal) i els dos mots es confonien. De 'matiana' deriva el mot català 'maçana', el galaicoportuguès 'maçã' i el castellà antic 'maçana', del qual ve el modern 'manzana'.